# Schefflera ferruginea
Schefflera ferruginea là một loài thực vật có hoa trong Họ Cuồng cuồng. Loài này được (Willd. ex Schult.) Harms miêu tả khoa học đầu tiên năm 1894.